# Mickeyville
Mickeyville (En anglais de 1935 à 1939 Hometown, de 1939 à 1990 Mouseville, à partir de 1990 Mouseton) est la ville de fiction où vivent la plupart des personnages de l'univers de Mickey Mouse. Elle serait située dans l'État fictif du Calisota.

## Mickeyville, ville européenne
Le nom de Mickeyville apparaît dans des histoires traduites de l'italien dans Mickey Parade et est probablement adapté du nom italien Topolinia, basé sur le nom italien de Mickey, Topolino.
Dans l'histoire Mickey empereur de Calidornie parue en le 26 février 1961, Romano Scarpa situe la ville dans l'État fictif de Calidornie.

## Nom aux États-Unis
Le nom le plus ancien de la ville de Mickey se trouve dans un strip de 1932, où est montrée une station de train dont le nom est "Silo Center". "Mouseville" est utilisé par Floyd Gottfredson en 1939 dans Mickey contre la tache noire et encore dans les années 1950. Dans les années 1960-70, les histoires Studio utilisent le même nom. Dans les comic-books le nom de la ville de Mickey est rarement ou jamais donné.
Le nom "Mouseton" est une référence à certaines villes américaines se terminant en « ton », un suffixe fréquent dans les toponymes d'origine anglaise, comme Boston ou Houston. Il apparaît au début des années 1990 (histoires américaines codées "K" et scénarisées par Marv Wolfman) dans la publication Mickey Mouse Adventures de Disney Comics. Ces histoires ont été reprises dans les Walt Disney's Comics and Stories de 1991 à 1993.
Entre 1993 et 1999, Gladstone a souvent préféré laisser le nom de la ville de résidence de Mickey sans nom, et parfois mais rarement sous le nom de Donaldville.
Depuis 2003, Gladstone puis Gemstone en ont fait le nom officiel américain de la "Mickeyville/Topolinia" européenne.

## Mickeyville dans d'autres pays
Dans les histoires produites par Egmont (Danemark) ou Abril (Brésil), Mickey et Dingo habitent à Donaldville, Mickeyville n'existant pas. Au contraire, dans les pays comme l'Italie, la France ou les États-Unis, le nom de Mickeyville est clairement établi.

## Principaux habitants
- Mickey Mouse
- Minnie Mouse
- Dingo
- Pat Hibulaire
- Le Fantôme noir
- Clarabelle Cow
- Horace Horsecollar
- Commissaire Finot
- Professeur Mirandus
- Pluto
- Jessie Mouse
- Chicaneau
- Mortimer Mouse
- Oswald le lapin chanceux
- Max le fils de Dingo
- Gertrude la fiancée de Pat

Liste complète des personnages:

## Source
- (en) Romano Scarpa's conception of the Disney Universe